# Власьево (Владимирская область)
Власьево — деревня в Киржачском районе Владимирской области России, входит в состав Кипревского сельского поселения.

## География
Деревня расположена на берегу речки Вахчилка (Бабуринское озеро) в 6 км на юг от центра поселения деревни Кипрево и в 10 км на северо-восток от райцентра города Киржач.

## История
Деревня Власово впервые упоминается в грамоте царя Ивана Васильевича 1546 года, по сотной выписи 1562 года в ней имелось 5 дворов крестьянских.
В XIX — начале XX века деревня входила в состав Жердевской волости Покровского уезда, с 1926 года — в составе Киржачской волости Александровского уезда. В 1859 году в деревне числилось 33 двора, в 1905 году — 57 дворов, в 1926 году — 76 дворов.
С 1929 года деревня входила в состав Бабуринского сельсовета Киржачского района, с 1940 года — в составе Ефремовского сельсовета, с 1954 года — в составе Желдыбинского сельсовета, с 1959 года — в составе Лукьянцевского сельсовета, с 1971 года — в составе Кипревского сельсовета, с 2005 года — в составе Кипревского сельского поселения.

## Население
| 1859 | 1905 | 1926 | 2002 | 2010 | 2021 |
| ---- | ---- | ---- | ---- | ---- | ---- |
| 222  | ↗256 | ↗387 | ↘2   | ↗3   | →3   |